# Zonsverduistering van 10 juli 1972

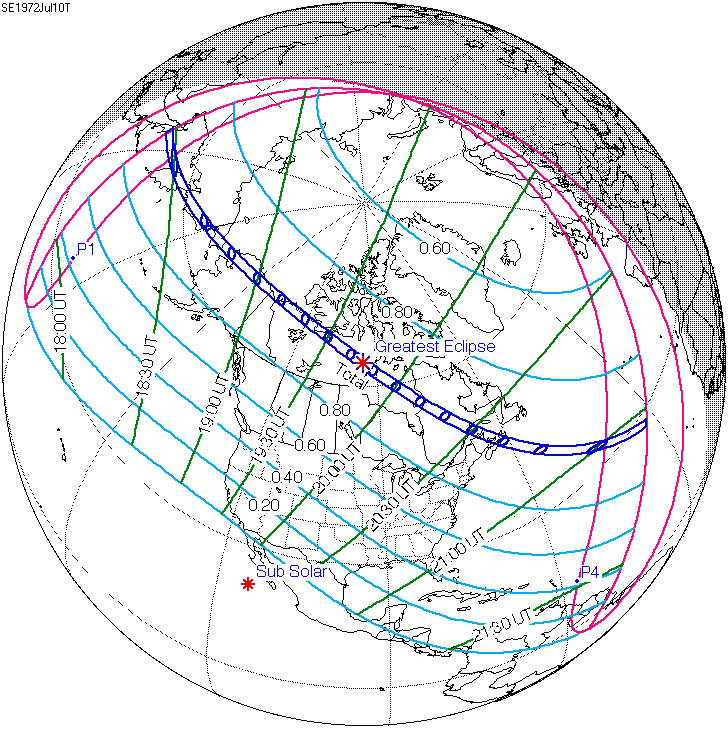
De zonsverduistering was te zien tussen de blauwe lijnen.

De totale zonsverduistering van 10 juli 1972 trok veel over zee en was achtereenvolgens te zien in deze elf deelgebieden:
- 3 in Rusland : Tsjoekotka, Kamtsjatka en Sachalin
- 1 in de Verenigde Staten : Alaska
- 7 in Canada : Yukon, Northwest Territories, Nunavut, Québec, New Brunswick, Prince Edward Island en Nova Scotia.

## Lengte

### Maximum
Het punt met maximale totaliteit lag in Canada tussen de plaatsen Baker Lake en Rankin Inlet en duurde 2m35,5s.

### Limieten
| Fenomeen                    | Code | Tijdstip UTC |
| --------------------------- | ---- | ------------ |
| Eerste contact bijschaduw   | P1   | 17:19:03.4   |
| Eerste contact kernschaduw  | U1   | 18:27:39.3   |
| Kernschaduw compleet vanaf  | U2   | 18:29:40.1   |
| Bijschaduw compleet vanaf   | P2   | Niet         |
| Maximum eclips              | GE   | 19:45:54.3   |
| Bijschaduw compleet t/m     | P3   | Niet         |
| Kernschaduw compleet t/m    | U3   | 21:02:22.7   |
| Laatste contact kernschaduw | U4   | 21:04:18.5   |
| Laatste contact bijschaduw  | P4   | 22:12:57.5   |